# Fenomen fizic
Fenomenul fizic este transformarea de stare și formă a corpurilor, fără schimbarea compoziției substanțelor din care provin. 
Substanțele se află în diferite stări fizice (solidă, lichidă, gazoasă), numite stări de agregare.
Fenomenele fizice pot fi: fenomene mecanice, fenomenele legate de mișcarea corpurilor sau a sistemelor fizice, fenomene legate de interacțiunea dintre corpuri. Fenomene termice, fenomene ce caracterizează starea de încălzire, starea de agregare a unui sistem fizic și procesele care duc la modificarea acestor stări. 
Fenomene magnetice, fenomene produse de magneți, electromagneți și anumite corpuri cerești, cum este Pământul. Fenomene optice, fenomene specifice luminii. 
Fenomene electrice, fenomene referitoare la proprietatea de electrizare a corpurilor și fenomene specifice curentului electric ce parcurge circuitele electrice.
Trecerea unei substanțe din stare solidă în stare lichidă se numește topire. Fenomenul invers se numește solidificare.
Substanțele solide sunt alcătuite din particule strâns unite între ele. Unele corpuri solide se topesc prin încălzire, trecând în stare lichidă; spațiile dintre particulele componente se măresc, iar forțele de atracție dintre particule devin mai mici.
Un corp în stare lichidă se vaporizează prin încălzire, trecând în stare gazoasă. Între particule acționează forțe de atracție foarte mici.
Obiectul fizicii, fenomene fizice, mărimi fizice .
Cuvântul fizică provine din grecescul ,,pyhis" care înseamnă natură. 
Fizica este știința fundamentală a naturii care studiază formele de existență ale materiei și mișcările ei .
Prin materie se înțelege realitatea obiectiva care există în mod independent de conștiința umană și este reflectată adecvat de aceasta .
Atributul fundamental al materiei, modul său de existență, este mișcarea.
Prin mișcare se înțelege orice schimbare sau proces: deplasare mecanică în spațiu, reacție chimică, radiație electromagnetică, proces biologic, gândire.
Scopul fizicii este de a descrie, explica și prevedea fenomenele naturii, pentru a le putea stăpâni și folosi. Descoperirile și realizările fizicii stau la baza dezvoltării tehnicii. Fizica stabilește legi pe baza observațiilor și a experimentelor științifice.
Legea – exprimă legătura necesară și esențială între fenomene, legătura între cauză și efect, care condiționează o dezvoltare determinată a fenomenelor. Observația este studiul fenomenului în condițiile sale naturale de desfășurare .
Conform acestui principiu orice fenomen fizic are o determinare cauzală bine definită.
Dezvoltarea fizicii duce la elaborarea conceptului general de materie (ca substanță sau câmp), ca realitate obiectivă și obiect al cunoașterii fizice.
Materia este infinită și inepuizabilă în proprietățile sale, în formele sale de organizare și manifestare. Obiectele și fenomenele din natură se găsesc în nesfârșite interconexiuni și interdependențe. De aceea, în studiul fenomenelor naturii suntem totdeauna nevoiți să simplificăm, să „schematizăm” procesele studiate, să creăm „modele” teoretice ale obiectelor și fenomenelor. Fără schematizarea fenomenelor studiate, fizica n-ar putea folosi aportul matematic, n-ar avea o teorie, n-ar putea conferi experienței un scop determinat.
Un model corect trebuie să ia în considerare particularitățile principale ale fenomenului (obiectului, procesului) studiat în problema pusă, lăsând la o parte trăsăturile secundare, neesențiale, necaracteristice. Numai astfel se pot stabili legile și relațiile cantitative. Arta fizicianului este de a ști ce să păstreze și ce să neglijeze în problema propusă.
Mărimi fizice
Mărimile fizice sunt categorii fizice care servesc la studiul cantitativ al fenomenelor fizice. Ele reflectă acele proprietăți ale realității obiective ce pot fi cercetate cu ajutorul metodelor fizice. A măsura o mărime fizică (x), înseamnă a compara mărimea respectivă cu o altă mărime de aceeași natură, luată convențional ca unitate de măsură [x].
Rezultatul măsurătorii reprezintă valoarea mărimii măsurate (a) astfel încât:(1)Dacă pentru aceeași mărime folosim mai multe unități de măsură și diferite, atunci este valabilă următoarea relație:
(2)
De unde rezultă:
(3)
Relațiile (3) ne arată că raportul valorilor unei mărimi fizice, obținute în urma folosirii a două unități de măsură, este egal cu inversul raportului celor două unități.
Orice măsurare fizică este întotdeauna un proces de interacțiune între obiectul măsurat și dispozitivul (aparatul) de măsură, proces care modifică și starea obiectului măsurat (pentru microparticule această perturbare este principial inevitabilă).
Mărimile fizice se pot clasifica după diferite criterii: A. După natura mărimilor fizice:
- mărimi scalare, caracterizate numai prin valoare numerică;
- mărimi vectoriale, caracterizate prin direcție, sens, modul și punct de aplicație;
- mărimi tensoriale, caracterizate printr-o serie de legi de transformare, la trecerea de la un sistem de coordonate la altul. Fiecare dintre aceste mărimi au asociate un anumit procedeu de calcul, un aparat matematic corespunzător, respectiv: calcul numeric, calcul vectorial, calcul tensorial.
Mărimile fizice se împart în fundamentale și derivate. Mărimile fundamentale în Sistemul International sunt următoarele: lungimea, masa, timpul, intensitatea curentului electric, temperatura termodinamica, intensitatea luminoasa. Mărimile derivate se pot reduce la mărimile fundamentale pe baza operațiilor de definiție.
Sistemul internațional de unități
Unitățile fundamentale în Sistemul International sunt următoarele:
Metrul (m): Lungimea egala cu 1 650 763, 73 lungimi de unda în vid, a radiației emise de izotopul cu numărul de masa 86 al kriptonului, în tranziția dintre nivelele 2p10 si 5d5. Acest etalon corespunde exact lungimii vechiului etalon al metrului-bara confecționat din aliaj de platina-iridiu.
Kilogramul (kg): Masa prototipului international confecționat din platină iradiată care se găsește la Biroul International de Măsuri și Greutăți din Sèvres.
Secunda (s): Durata unui număr de 9 192 631 770 perioade ale radiației corespunzătoare tranziției intre cele doua nivele hiper-fine ale stării fundamentale a izotopului cu numărul de masă 133 al cesiului.
Amperul (A): Intensitatea curentului electric constant care străbate doi conductori rectilinii, paraleli, de lungime infinită și de secțiune circulară neglijabilă, situați în vid la distanta de 1 m, care produce o forță de 2·10-7 N.   
Kelvinul (K): Fracțiunea 1/273,16 din temperatura termodinamică a punctului triplu al apei.
Candela (cd): Intensitatea luminoasă emisă în direcția normalei, la temperatura de solidificare a platinei și presiune atmosferica normala, de către suprafața unui radiator integral (corp negru) cu aria de 1/600 000 m2.
Molul (mol): Cantitatea de substanța a unui sistem care conține atâtea entități elementare câți atomi exista în 0,012 kg de carbon –12.
Alături de mărimile fundamentale, în S.I. mai exista doua mărimi suplimentare (auxiliare): unghiul plan și unghiul solid, având ca unități de măsura radianul, respectiv steradiantul.
Radianul (rad) este unghiul plan cu vârful în centrul unui cerc cuprins intre doua raze care delimitează pe circumferința cercului un arc a cărui lungime este egală cu raza cercului.
Steradianul este unghiul solid cu vârful în centrul unei sfere cuprins de o suprafața conica ce delimitează pe suprafața sferei o arie egală cu aria unui pătrat a cărui latură este egală cu raza sferei.
Mărimile și unitățile derivate
Mărimile și unitățile derivate se pot exprima în funcție de mărimile și unitățile fundamentale prin intermediul formulelor de definiție. Expresiile care stabilesc dependenta dintre aceste mărimi, se numesc formule dimensionale ale mărimilor derivate.
De exemplu, din formula de definiție a vitezei: v = s/t, se obține formula dimensionala a vitezei: [v] = LT-1. Similar, din formula de definiție a accelerației, a = v/t, rezulta formula dimensionala [v] = LT-2.
Formulele dimensionale permit verificarea relațiilor dintre mărimile fizice pe baza criteriului de omogenitate. Aceasta condiție impune uneori dimensiunile coeficienților din formulele care exprima legile fizice. De exemplu, dimensiunile constantei atracției universale sunt determinate din legea atracției universale, pe baza criteriului de omogenitate, astfel: F = m1·m2/r2, adică G = F·r2/ m1·m2, cu dimensiunile [G] = M-1L3T-2. Metodele clasice de studiu în fizica sunt observația, experimentul și modelarea, în cadrul acestora dezvoltându-se pana în prezent o mare varietate de tehnici moderne de cercetare (ex: rezonanta magnetica și nucleara, analiza termica diferențială, simularea Monte-Carlo, etc.).
Prin metoda observației fenomenele fizice sunt studiate în desfășurarea lor naturala, fără intervenția explicită a cercetătorului. Niels Bohr (1885-1962), unul fondatorii mecanicii cuantice, sublinia importanța observației afirmând că „nici un fenomen fizic nu poate fi definit ca atare dacă nu este observabil”[1]. Probabil unul dintre cele mai simple și mai banale exemple de observație în fizică este cel care sta la baza descoperirii de către Isaac Newton (1643-1727) a legii gravitației: observând ca un mar care, cade pe Pământ în timp ce Luna nu cade, Newton a concluzionat Pământul atrage corpurile cu o forța direct proporționala cu masa acestora. Nu toate fenomenele fizice sunt însa direct observabile. Pentru a spori acuratețea, calitatea și utilitatea metodei, cercetătorii au creat de-a lungul timpului diverse instrumente: lunete, telescoape, microscoape, osciloscoape, interferometre, spectrometre, etc., realizând cu acestea observații sistematice. De pilda, detectorii de particule de la CERN[2] permit astăzi observarea traiectoriilor particulelor elementare de la nivelul atomului.  
Metoda experimentală presupune reproducerea (sau producerea) controlată a unui fenomen, în condiții bine stabilite, în scopul studierii acestuia. Experimentele se realizează cu ajutorul aparatelor care permit reproducerea sistematica a fenomenului respectiv, modificarea condițiilor și măsurarea parametrilor caracteristici. De exemplu, pentru a testa ipoteza conform căreia corpurile cad pe Pământ cu o viteza care crește proporțional cu masa, Galileo Galilei (1564-1642) a efectuat un experiment în care a aruncat corpuri cu masa diferita din Turnul din Pisa, a măsurat masa acestora și, cu o ingenioasa clepsidră cu apă, timpul scurs pana atingeau Pământul, constând în final din datele obținute ca cele doua variabile respectă o relație de directă proporționalitate. Într-un alt experiment celebru, dorind să demonstreze mișcarea heliocentrică a Pământului, J. B. Leon Foucault (1851) a suspendat un pendul de 28 de kg la o înălțime de 67 de km din clădirea Panteonului din Paris. Mișcarea lenta a acestuia în sens contrar acelor de ceasornic a constituit un argument științific valid pentru heliocentrism. Desigur, aparatura experimentală din ce în ce mai dezvoltată din zilele noastre permite desfășurarea unui mare număr de experimente în laboratoarele lumii. 
Modelarea sau simularea în laborator a fenomenelor fizice oferă avantajul unui plus de coerenta logico-matematica, permițând descoperirea deplina și înțelegerea acestora. Modelul este o formă de reflectare a obiectelor și fenomenelor realității, ținând seama de proprietățile lor reale. Atunci când fizicienii au depășit granițele fenomenelor observabile, spre macro- și spre microcosmos, modelarea a devenit o necesitate. Astfel, încă din Evul Mediu au fost concepute modele ideale precum modelul geocentric, modelul heliocentric, modelul planetar al atomului, modelul gazului ideal etc. Astăzi, atenția multor cercetători fiind îndreptată spre nano-procese, simularea acestora pe computer cu ajutorul diverselor metode matematice nu mai este o noutate.
Observațiile și experimentele au condus la elaborarea și validarea unor legi fizice, care exprimă legătura dintre diferitele mărimi care definesc un fenomen. Majoritatea acestor legi sunt cantitative, fiind exprimate prin formule matematice. De exemplu, celebra lege a lui Ohm pentru conductorii liniari parcurși de curent electric, stabilește o relație de directă proporționalitate între tensiune (U) și intensitatea curentului (I), exprimată matematic prin formula: U = ρ×I, ρ fiind constantă numită rezistivitate.
Atunci când numeroase experimente conduc la același rezultat, care poate fi generalizat, acesta devine principiu. Cu alte cuvinte, principiul este o lege fizică care nu mai are nevoie de demonstrație, a cărui valoare de adevăr nu mai poate fi pusă la îndoiala sau contestată. Exemple de principii fizice sunt legea conservării energiei, principiile mecanicii clasice, etc.
Majoritatea legilor fizice sunt cantitative, fiind exprimate prin formule matematice. Pentru a stabili astfel de relații intre mărimile fizice, este nevoie de măsurarea acestora. Prin măsurare se realizează compararea unei mărimi fizice cu o mărime de aceeași natura, considerata ca unitate (etalon).
După specificul obiectului de studiu fizica are o serie de ramuri, în cadrul cărora de dezvoltă tot mai multe sub-ramuri (domeniu de studiu specifice ).